# 手習 (源氏物語)
| 源氏物語五十四帖 |        |    |        |
| 各帖のあらすじ   |        |    |        |
| 帖               | 名     | 帖 | 名     |
| 1                | 桐壺   | 28 | 野分   |
| 2                | 帚木   | 29 | 行幸   |
| 3                | 空蝉   | 30 | 藤袴   |
| 4                | 夕顔   | 31 | 真木柱 |
| 5                | 若紫   | 32 | 梅枝   |
| 6                | 末摘花 | 33 | 藤裏葉 |
| 7                | 紅葉賀 | 34 | 若菜   |
| 8                | 花宴   | 35 | 柏木   |
| 9                | 葵     | 36 | 横笛   |
| 10               | 賢木   | 37 | 鈴虫   |
| 11               | 花散里 | 38 | 夕霧   |
| 12               | 須磨   | 39 | 御法   |
| 13               | 明石   | 40 | 幻     |
| 14               | 澪標   | 41 | 雲隠   |
| 15               | 蓬生   | 42 | 匂宮   |
| 16               | 関屋   | 43 | 紅梅   |
| 17               | 絵合   | 44 | 竹河   |
| 18               | 松風   | 45 | 橋姫   |
| 19               | 薄雲   | 46 | 椎本   |
| 20               | 朝顔   | 47 | 総角   |
| 21               | 少女   | 48 | 早蕨   |
| 22               | 玉鬘   | 49 | 宿木   |
| 23               | 初音   | 50 | 東屋   |
| 24               | 胡蝶   | 51 | 浮舟   |
| 25               | 蛍     | 52 | 蜻蛉   |
| 26               | 常夏   | 53 | 手習   |
| 27               | 篝火   | 54 | 夢浮橋 |

「手習」（てならい）は、『源氏物語』五十四帖の巻名の一つ。第53帖。第三部の一部「宇治十帖」の第9帖にあたる。
この帖から登場する比叡山の高僧・横川の僧都（よかわのそうづ）は、当時の平安貴族に人気の高かった恵心僧都（源信）がモデルと言われ、終始人格者として描かれている。

## あらすじ
薫27歳から28歳の夏にかけての話。
匂宮と薫の板ばさみで追い詰められ、自殺を図った浮舟は宇治川沿いの大木の根元に昏睡状態で倒れていた。たまたま通りかかった横川の僧都一行に発見されて救われる。僧都の80余歳になる母尼（ははあま）が、僧都の50余歳になる妹尼（いもうとあま）との初瀬詣で（長谷寺参詣）の帰途に宇治で急病を患ったため、看護のため僧都は山から下りてきていたのである。数年前に娘を亡くした妹尼は、浮舟を初瀬観音からの授かりものと喜び、実の娘のように手厚く看護した。
比叡山の麓の小野の庵に移されてしばらくたった夏の終わりごろ、浮舟はようやく意識を回復する。しかし、死に損なったことを知ると、「尼になしたまひてよ」と出家を懇願するようになる。世話を焼く妹尼たちの前ではかたくなに心を閉ざし、身の上も語らず、物思いに沈んでは手習にしたためて日を過ごした。
妹尼の亡き娘の婿だった近衛中将が、妻を偲んで小野の庵を訪れる。妹尼は、この中将と浮舟を娶わせたいと気を揉んでいた。中将は、浮舟の後ろ姿を見て心を動かし、しきりに言い寄るようになったが、浮舟は頑なに拒み続ける。九月、浮舟は、妹尼が初瀬詣での留守中、折りよく下山した僧都に懇願して出家してしまった。帰って来た妹尼は驚き悲しみ、女房尼から知らされた近衛中将は落胆する。尼になった浮舟はようやく心が安らぎを得た思いでいる。
翌春、浮舟生存の知らせが明石の中宮から中宮に仕える小宰相の君を経て薫に伝わった。薫は（匂宮が隠しているのでは）と疑うが、小宰相から「その心配はいりません」と中宮が、「宮のした事を思うと私の口からは言えない」と気に病んでいた事を打ち明けられ、横川行きを後押しされた。
薫は事実を確かめに、浮舟の異父弟・小君を伴い横川の僧都を訪ねる。